# Мала Уголька (річка)
Мала́ У́го́лька — річка в Українських Карпатах, у межах Тячівського району  Закарпатської області. Права притока Великої Угольки (басейн Тиси).

## Опис
Довжина 21 км, площа водозбірного басейну 51,1 км². Похил річки 48 м/км. Річка типово гірська, зі швидкою течією і кам'янистим дном. Долина вузька, у верхній та середній течії V-подібна, заліснена. Річище слабозвивисте.

## Розташування
Річка бере початок на північ від села Мала Уголька, на південно-західних схилах гори Менчул. Тече переважно на південь. Впадає до Великої Угольки при центральній частині села Угля.
Над річкою розташовані села: Мала Уголька, Угля.
Верхів'я річки розташовані в межах Угольсько-Широколужанського заповідного масиву.